# Violent Revolution
Violent Revolution (englisch gewaltsame Revolution) ist das zehnte Studioalbum der deutschen Thrash-Metal-Band Kreator. Es erschien im September 2001 bei Steamhammer/SPV. Es ist das erste mit dem neuen Gitarristen Sami Yli-Sirniö (ex-Waltari). Nach der experimentellen Phase in den 1990ern kehrten Kreator zum Thrash-Stil zurück, integrierten jedoch auch gelegentlich einige melodische Elemente, die den vorangegangenen Alben ähneln.

## Entstehung und Stil
Vor den Aufnahmen von Violent Revolution hatte Tommy Vetterli die Band verlassen. Zum einen hatte er in der Schweiz einige Gitarrenschüler, zum anderen wollte er dort sein eigenes Studio voranbringen. Mit Sami Yli-Sirniö wollte Petrozza einen technisch versierten Gitarristen in die Band holen, der auch Vetterlis nicht einfaches Material spielen konnte. Zwischenzeitlich war auch Schlagzeuger „Ventor“ zum zweiten Mal nicht mehr in der Band gewesen, dafür war Markus Freiwald kurz Mitglied der Gruppe. Zu den Aufnahmen kehrte ersterer aber wieder zurück. Im Nachhinein äußerte Mille Petrozza Verständnis für Fans, die Endorama aufgrund der fehlenden Aggressivität nicht mochten. Auch sei ihm das wochenlange Programming „zu mühsam“ gewesen. Stilistisch sah er jedoch Violent Revolution breitgefächerter:

„Einige meinen zwar jetzt schon: „Aha, jetzt geht’s wieder back to the roots“, aber das stimmt eigentlich so auch nicht. Es gibt zwar wieder Geknüppel auf der Platte, aber wir klingen trotzdem nicht so wie Mitte der Achtziger.“

Das Cover stellt einen Rückgriff auf Coma of Souls dar, es wurde wie jenes von Andi Marschall gestaltet. Dies sei kein Marketing-Gag, sondern inhaltlich begründet:

„Bei Coma of Souls ging es um die Betäubung der Seele, und bei Violent Revolution wird in den Texten die Seele in der Großstadt dargestellt. Da diese beiden Themen sich ähneln, wollten wir den Bezug zwischen den beiden Alben auch optisch rüberbringen.“

Bei Reconquering the Throne geht es nicht um den „Thron“ der Thrash-Metal-Bands, sondern darum, sich nach Fehlern oder schlechten Erfahrungen „wieder aufzurappeln“.

## Rezeption
Violent Revolution rief positive bis euphorische Reaktionen der Kritiker hervor. Wolf-Rüdiger Mühlmann vom Rock Hard, der sich seit Pleasure to Kill  nicht mehr für Kreator begeistern konnte, sprach von einer „Glanzleistung“, es sei „nicht ein einziger Blender“ enthalten. Er lobte auch die kraftvolle Produktion von Andy Sneap und gab dem Album 9,5 von 10 Punkten. Gary Hill von Allmusic wertete mit vier von fünf Sternen und sah die Band „zurück in guter Form“. Man habe sich durch die Kombination des früheren Materials mit den jüngeren Veröffentlichungen „neu erfunden“. Auch die Online-Magazine zeigten sich hocherfreut. Metal.de zog die Höchstnote zehn: „Falls 2001 wirklich die Rückkehr des Thrash Metals sein sollte, dann hat Violent Revolution bestimmt eine große Schuld an dieser Wiederauferstehung. Was für eine Granate!“ Auf Vampster.com war zu lesen: „Wenngleich der Titel Reconquering the Throne eigentlich eher im übertragenen Sinne zu verstehen ist, behaupte ich, dass man mit einem solchen Album das Recht auf den Thron hat!!!“

## Titelliste
1. Reconquering the Throne – 4:13
2. The Patriarch – 0:52
3. Violent Revolution – 4:55
4. All of the Same Blood (Unity)  – 6:12
5. Servant in Heaven – King in Hell – 5:10
6. Second Awakening – 4:48
7. Ghetto War – 5:05
8. Replicas of Life – 7:34
9. Slave Machinery – 3:58
10. Bitter Sweet Revenge – 5:25
11. Mind on Fire – 3:57
12. System Decay – 4:33
13. Violent Revolution (Demo) – 5:56 (Limited-Edition-Bonusstück)

Musik und Texte wurden von Mille Petrozza und Kreator geschrieben.

## Chartplatzierungen
| ChartsChartplatzierungen | Höchstplatzierung | Wochen |
| ------------------------ | ----------------- | ------ |
| Deutschland (GfK)        | 21 (2 Wo.)        | 2      |

Das Album erreichte ursprünglich Platz 38 der deutschen Albumcharts. Mit der Wiederveröffentlichung im Jahre 2022 wurde Platz 21 erreicht.

## Wiederveröffentlichung
Anlässlich des 20-jährigen Jubiläums der Albumveröffentlichung kündigten Kreator für den 21. Januar 2022 die Wiederveröffentlichung des Albums über Nuclear Blast an. Neben den zwölf Titeln der regulären Albumversion wird ein 2-CD-Digibook veröffentlicht, das als Bonus die Live-CD Live Bonus mit 17 Titeln enthält. Außerdem erscheint ein Boxset, welches 41 offizielle Bootlegs enthält und unter dem Titel Bootleg Revolution erscheint.

### TitellisteLive Bonus
1. Violent Revolution  1
2. Reconquering the Throne  1
3. Extreme Aggression  2
4. People of the Lie  2
5. All of the Same Blood  2
6. Phobia  2
7. Pleasure to Kill  2
8. Renewal  2
9. Servant in Heaven - King in Hell  1
10. Terrible Certainty  2
11. Riot of Violence  2
12. Terrorzone  1
13. Betrayer  1
14. Lost  1
15. Coma of Souls  1
16. Flag of Hate  3
17. Tormentor  3

### TitellisteBootleg Revolution
1. Violent Revolution  1
2. Reconquering the Throne  1
3. Extreme Aggression  2
4. People of the Lie  2
5. All of the Same Blood  2
6. Phobia  2
7. Pleasure to Kill  2
8. Renewal  2
9. Servant in Heaven - King in Hell  1
10. Terrible Certainty  2
11. Riot of Violence  2
12. Terrorzone  1
13. Betrayer  1
14. Lost  1
15. Coma of Souls  1
16. Flag of Hate  3
17. Tormentor  3
18. Violent Revolution  4
19. Reconquering the Throne  4
20. Extreme Aggression  4
21. People of the Lie  4
22. All of the Same Blood  4
23. Phobia  4
24. Servant in Heaven - King in Hell  4
25. Terrible Certainty  4
26. Riot of Violence  4
27. Betrayer  4
28. Flag of Hate  4
29. Tormentor  4
30. The Patriarch  5
31. Violent Revolution  5
32. Reconquering ohe Throne  5
33. Extreme Aggression  5
34. People of the Lie  5
35. All of the Same Blood  5
36. Phobia  5
37. Pleasure to Kill  5
38. Renewal  5
39. Servant in Heaven - King in Hell  5
40. Flag of Hate  5
41. Tormentor  5